# Ordre de bataille de l'armée versaillaise

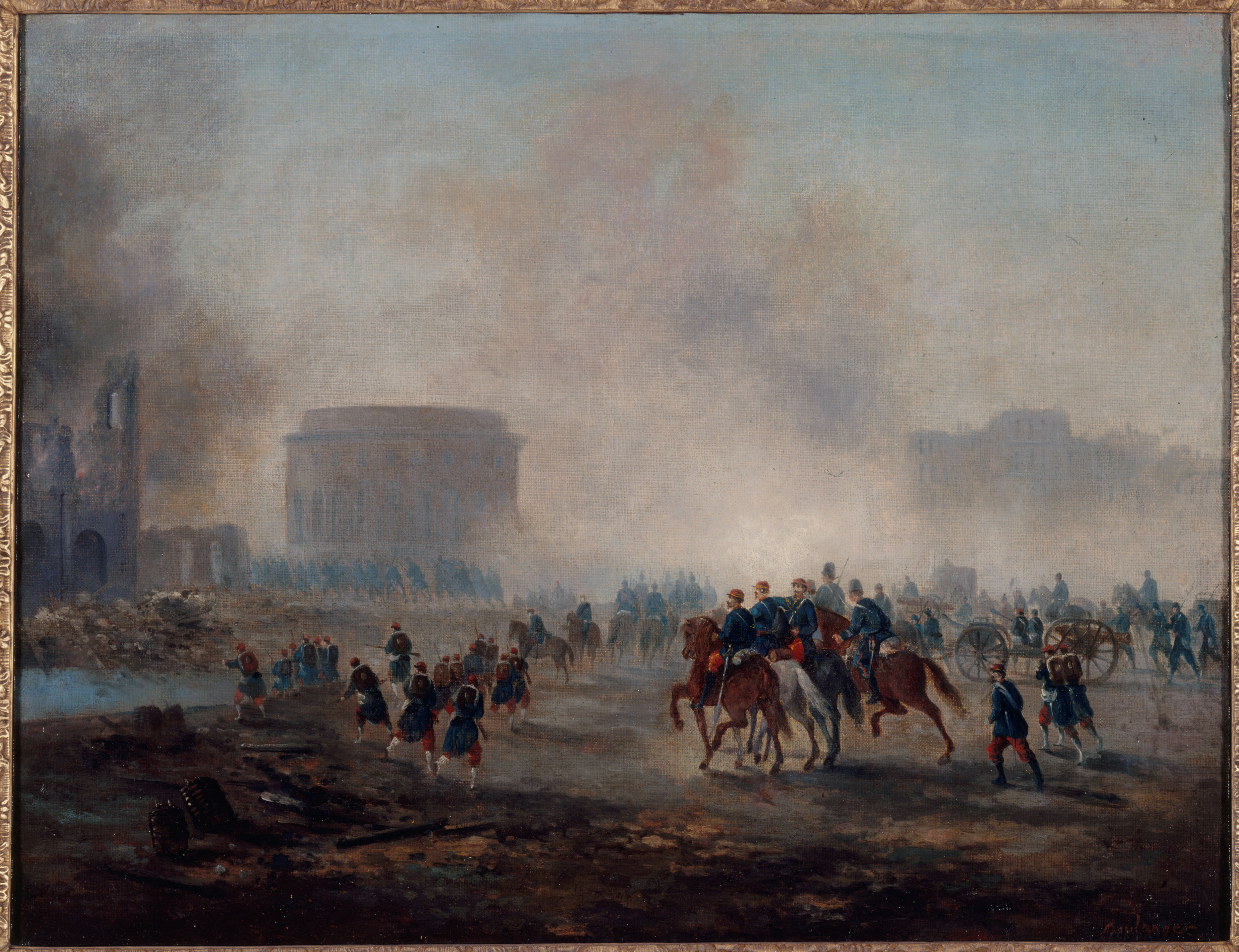
Gustave Boulanger, La Villette cernée par les troupes versaillaises, mai 1871, Paris, musée Carnavalet.

Pour un article plus général, voir Commune de Paris.
Ce qui suit est l'ordre de bataille de l'armée versaillaise au 20 mai 1871, la veille de la Semaine sanglante, à la fin de la campagne de 1871 à l'intérieur, lors de la Commune de Paris.
C'est Adolphe Thiers et son gouvernement basé à Versailles qui, par un décret du 6 avril 1871, constitue l'armée dite de Versailles et en donne le commandement au maréchal de Mac Mahon.

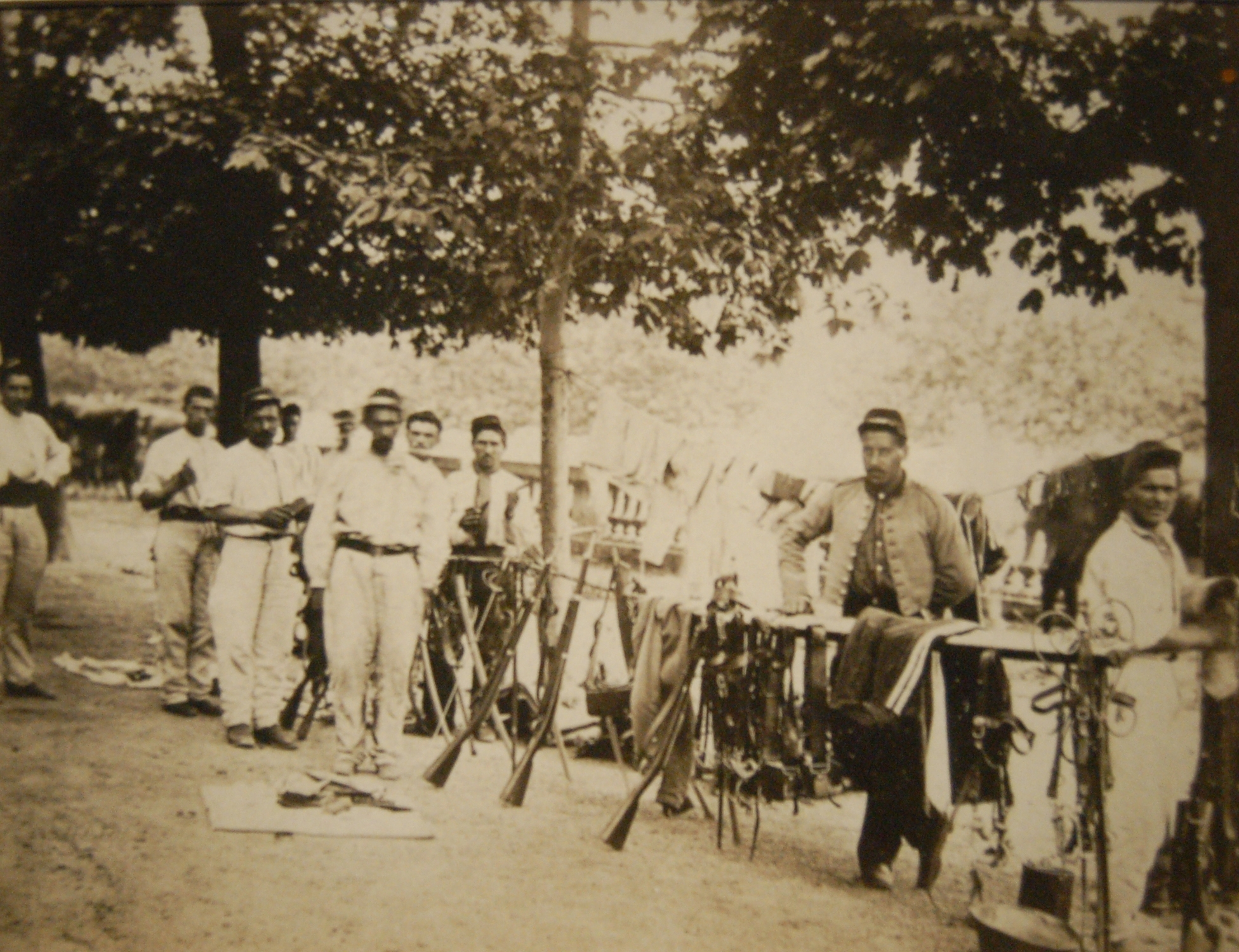
Bivouac de soldats versaillais sur la terrasse du bord de l'eau des Tuileries.

## Forces versaillaises
Commandant en chef : Maréchal Patrice de Mac Mahon.

### 1erCorps d'armée
Général de Ladmirault
- 1re division sous les ordres du général Grenier[3]

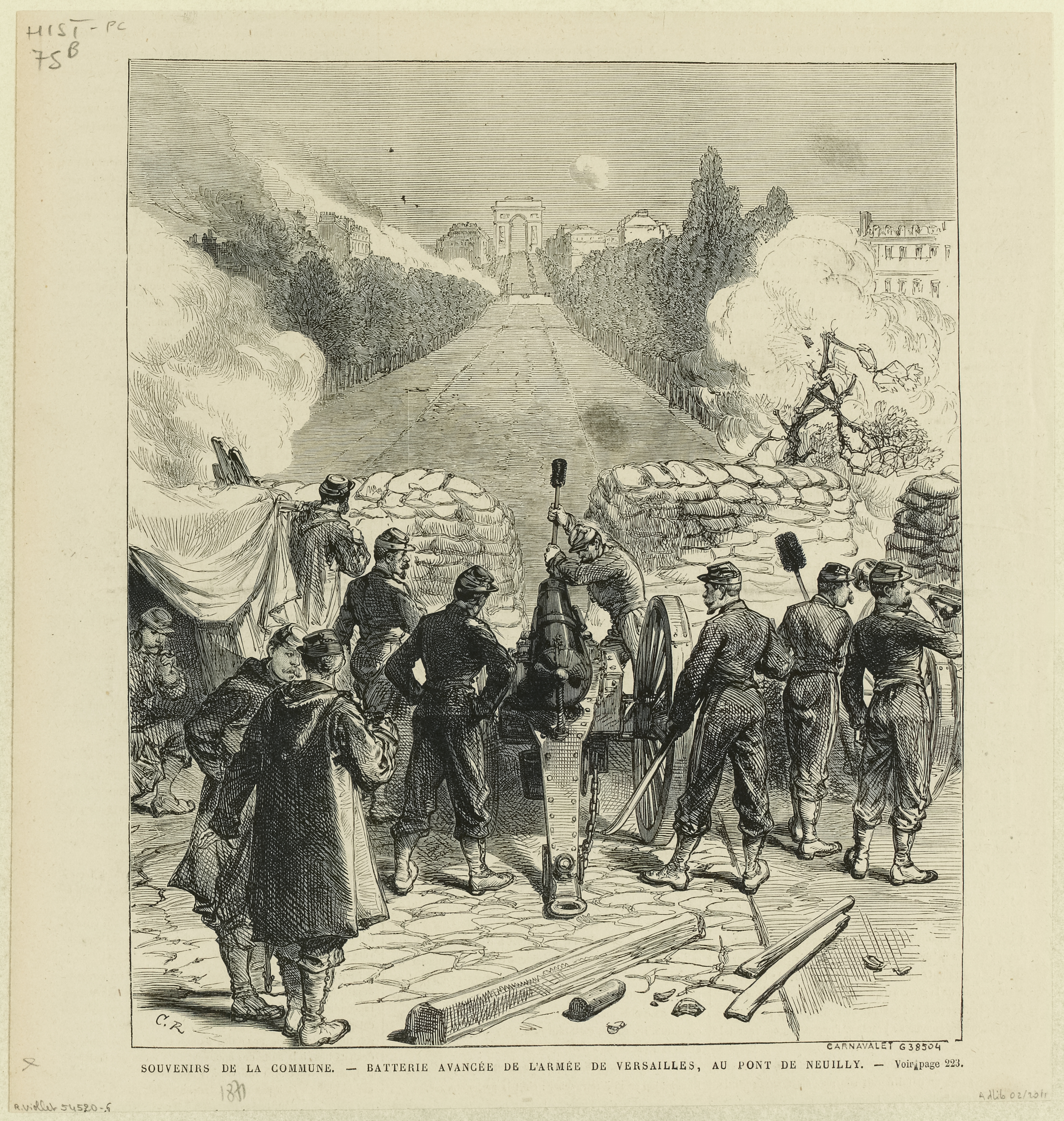
Batterie avancée de l'armée de Versailles au pont de Neuilly.

  - 1re brigade sous les ordres du général Abatucci
    - 48e régiment de marche
    - 54e régiment de marche
    - 87e régiment de marche
    - Bataillon des volontaires de Seine-et-OiseBatterie avancée de l'armée de Versailles au pont de Neuilly.

  - 2e brigade sous les ordres du général Pradier[4]
    - 10e bataillon de chasseurs à pied
    - 51e régiment de marche
    - 72e régiment de marche
    - Bataillon des volontaires de la Seine
- 2e division sous les ordres du général de Laveaucoupet
  - 1re brigade sous les ordres du général Wolff
    - 23e bataillon de chasseurs à pied
    - 67e régiment de marche
    - 68e régiment de marche
    - 69e régiment de marche

  - 2e brigade sous les ordres du général Henrion Bertier
    - 2e bataillon de chasseurs à pied
    - 45e régiment de marche
    - 135e régiment d'infanterie de ligne
- 3e division sous les ordres du général Montaudon
  - 1re brigade sous les ordres du général Dumont[5]
    - 30e bataillon de chasseurs à pied
    - 39e régiment de marche
    - Régiment étranger

  - 2e brigade sous les ordres du général Lefebvre
    - 31e régiment de marche
    - 36e régiment de marche
    - 119e régiment d'infanterie de ligne
- Brigade de cavalerie sous les ordres du général Gallifet
  - 9e régiment de chasseurs à cheval
  - 12e régiment de chasseurs à cheval

### 2eCorps d'armée
Général Courtot de Cissey
- 1re division sous les ordres du général Levassor Sorval[6]
  - 1re brigade sous les ordres du général Lian
    - 4e bataillon de chasseurs à pied
    - 82e régiment de marche
    - 85e régiment de marche

  - 2e brigade sous les ordres du général Osmont
    - 113e régiment d'infanterie de ligne
    - 114e régiment d'infanterie de ligne

- 2e division sous les ordres du général Susbielle
  - 1re brigade sous les ordres du général Bocher
    - 18e bataillon de chasseurs à pied
    - 46e régiment de marche
    - 89e régiment de marche

  - 2e brigade sous les ordres du général Paturel
    - 17e bataillon de chasseurs à pied
    - 38e régiment de marche
    - 76e régiment de marche

- 3e division sous les ordres du général Charles Nicolas Lacretelle (1822-1891), composée de la manière suivante  (voir Guerre des communaux de Paris, 3e édition, 1871) :
  - 1re brigade sous les ordres du général Noël
    - 19e bataillon de marche de chasseurs
    - 39e régiment de marche
    - 41e régiment de marche

  - 2e brigade sous les ordres du général Péchot[n 1]
    - 70e régiment de marche
    - 71e régiment de marche

### 3eCorps d'armée
Général du Barail
- 1re division sous les ordres du général Halna du Fretay
  - 1re brigade sous les ordres du général Charlemagne
    - 2e régiment de hussards
    - 3e régiment de hussards
    - 8e régiment de hussards

  - 2e brigade sous les ordres du général Lajaille
    - 7e régiment de chasseurs à cheval
    - 11e régiment de chasseurs à cheval
- 2e division sous les ordres du général du Preuil
  - 1re brigade sous les ordres du général Cousin[7]
    - 4e régiment de dragons
    - 3e régiment de cuirassiers

  - 2e brigade sous les ordres du général Dargentolle
    - 8e régiment de dragons
    - 9e régiment de dragons
- 3e division sous les ordres du général Ressayre
  - 1re brigade sous les ordres du général de Bernis
    - 6e régiment de chasseurs à cheval
    - 7e régiment de dragons

  - 2e brigade sous les ordres du général Bachelier
    - 4e régiment de cuirassiers
    - 8e régiment de cuirassiers

### 4eCorps d'armée
Général Douay
- 1re division sous les ordres du général Berthaut
  - 1re brigade sous les ordres du général Gandil
    - 10e bataillon de chasseurs à pied
    - 26e régiment d'infanterie de ligne
    - 5e régiment d'infanterie provisoire

  - 2e brigade sous les ordres du général Carteret
    - 94e régiment d'infanterie de ligne
    - 6e régiment d'infanterie provisoire
- 2e division sous les ordres du Général Lhéritier[n 2]
  - 1re brigade sous les ordres du général le Roy de Dais[8]
    - 55e régiment de marche
    - 58e régiment de marche

### 5eCorps d'armée
Général Clinchant
- 1re division sous les ordres du général Duplessis
  - 1re brigade sous les ordres du général de Courcy
    - 1er régiment d'infanterie provisoire
    - 2e régiment d'infanterie provisoire

  - 2e brigade sous les ordres du général Blot
    - 3e régiment d'infanterie provisoire
    - 4e régiment d'infanterie provisoire
- 2e division sous les ordres du général Garnier
  - 1re brigade sous les ordres du général de Brauer
    - 13e régiment d'infanterie provisoire
    - 14e régiment d'infanterie provisoire

  - 2e brigade sous les ordres du général Cottret
    - 15e régiment d'infanterie provisoire
    - 17e régiment d'infanterie provisoire

### Armée de Réserve
Général Vinoy
- 1re division sous les ordres du général Faron
  - 1re brigade sous les ordres du général de la Mariouse
    - 35e régiment d'infanterie de ligne
    - 42e régiment d'infanterie de ligne

  - 2e brigade sous les ordres du général Derroja
    - 109e régiment d'infanterie de ligne
    - 110e régiment d'infanterie de ligne

  - 3e brigade sous les ordres du général Berthe
    - 22e bataillon de chasseurs à pied
    - 64e régiment de marche
    - 65e régiment de marche
- 2e division sous les ordres du général Bruat
  - 1re brigade sous les ordres du général Bernard de Seignerans
    - 74e régiment de marche
    - 1er régiment d'infanterie de marine
    - 2e régiment de fusiliers marins

  - 2e brigade sous les ordres du colonel le Mordan de Langourian
    - 75e régiment de marche
    - 2e régiment d'infanterie de marine
    - 1er régiment de fusiliers marins
- 3e division sous les ordres du général Vergé
  - 1re brigade sous les ordres du général Daguerre
    - 26e bataillon de chasseurs à pied
    - 37e régiment de marche
    - 79e régiment de marche

  - 2e brigade sous les ordres du général Grémion
    - 90e régiment de marche
    - 91e régiment de marche